# Dammbruch am Piesberg
Der Dammbruch am Piesberg am 20. Oktober 1957 war der Bruch eines Schlammteichdammes am Piesberg. Der Schlamm des Schlammteichs im Osnabrücker Stadtteil Pye ergoss sich in die angrenzende Siedlung und forderte ein Menschenleben.

## Ausgangslage
In der damals noch selbstständigen Gemeinde Pye befand sich der Schlammteich der Wasch- und Brechanlage des Steinbruchs am Piesberg. Dieser lag einige Höhenmeter über der darunter befindlichen Siedlung, welche später durch den Dammbruch verwüstet wurde. Angelegt wurde der Schlammteich, um den bei der Waschung des gewonnenen Sandsteins anfallenden Schlamm aufzunehmen, ihn zu trocken und das Wasser dem Prozess erneut zuzuführen. Seit 1915 wurde der Damm sukzessiv auf 20 Meter erhöht, um die Lagerkapazität zu vergrößern. Nach einer langen Regenperiode in den vorangegangenen Wochen und Monaten des Jahres 1957 war der Schlammteich sehr hoch angefüllt und der haltende Damm war aufgeweicht, was später zum Dammbruch führte.

## Hergang
Um 7:40 Uhr am Sonntag, den 20. Oktober 1957, gab der Damm auf einer Länge von 30 Meter ohne Vorwarnzeichen schließlich nach.
Der aus dem gebrochenen Damm austretende Schlamm ergoss sich in die 50 Meter tiefer gelegene Siedlung um die Münsterberger Straße und den Bergmannsweg und richtete hier großen Schaden an. Diese Schlammwalze hatte eine Breite von 100 Metern und kam erst nach 500 Metern zum Stehen.
Ein Haus an der Lechtinger Straße wurde komplett von den Schlammmassen weggerissen, die Trümmer verteilten sich Talwärts in den weiteren Gärten. Hier wurde eine 55-jährige Frau von der Schlammlawine überrascht und unter den Trümmern des Hauses begraben. Da sich viele Personen in der Frühmesse befanden, waren viele Anwohner nicht zu Hause, weshalb keine weiteren Opfer zu beklagen waren. Der Schlamm ergoss sich in mehreren Schüben über eine Fläche von 5 Hektar. Neben dem total zerstörten Haus an der Lechtinger Straße waren zwei Häuser so stark beschädigt, dass sie später abgerissen werden mussten. 20 weitere Häuser wurden bei dem Dammbruch beschädigt.

## Rettungs- und Aufräumarbeiten
Bei den Such- und Räumarbeiten waren neben den Feuerwehren der Stadt und des Landkreises auch das THW Osnabrück und das DRK beteiligt. Die Osnabrück Garrison der britischen Streitkräfte und die Bundeswehr beteiligten sich an den Such-, Rettungs- und Bergungsarbeiten. Eine Hundertschaft der Polizei aus Hannover wurde angefordert, um das Gebiet abzusperren.
So mussten ein über dem Dammbruch hängendes Gleis der Piesberger Feldbahn durch das THW entfernt und über 60 Bäume gefällt werden, um ein sicheres Arbeiten der Hilfskräfte zu gewährleisten. Löffelbagger und Kettenraupen des britischen Militärs arbeiteten sich durch den Schlamm zu den betroffenen Häusern vor.
15 verletzte Personen konnten von den eingesetzten Verbänden aus den betroffenen Häusern gerettet werden.
Bei der Suche nach Personen wurde ein weißer Spitz namens Bobby nach einigen Stunden gerettet, was ihn zum Medienstar machte.
Da der Schlamm sehr schnell trocknete und sehr hart wurde, zogen sich die Aufräumarbeiten der Anwohner über Wochen und Monate hin.

## Heutige Situation
Auch heute existieren noch Absetzbecken des Piesberger Steinbruchs nahe dem Stadtteil Pye. Durch den fortgeschrittenen Gesteinsabbau liegen diese jedoch etliche Meter tiefer als in den 1950er Jahren. Da für moderne Arbeitsverfahren weniger Wasser benötigt wird, weisen sie außerdem ein deutlich geringeres Volumen auf. Die Begrenzung in Richtung des Wohngebiets bildet kein aufgeschütteter Damm, sondern ein bis zu 40 Meter hoher und mindestens 100 Meter breiter, bewaldeter Hügelkamm. Eine Katastrophe wie 1957 könnte sich deshalb nicht wiederholen.